# Atarba (Atarbodes) infuscata
Atarba (Atarbodes) infuscata is een tweevleugelige uit de familie steltmuggen (Limoniidae). De soort komt voor in het Oriëntaals gebied.